# La Paz FC
La Paz Fútbol Club – boliwijski klub piłkarski z siedzibą w mieście La Paz, stolicy państwa.

## Osiągnięcia
- Mistrz drugiej ligi boliwijskiej (Segunda División Boliviana): 2003

## Historia
Klub La Paz założony 30 maja 1989 roku (dawniej znany jako Atlético González) do pierwszej ligi boliwijskiej awansował w 2003 roku.

## Aktualny skład
| Kraj     | Pozycja   | Zawodnik               |
| -------- | --------- | ---------------------- |
| Brazylia | bramkarz  | Mauro Machado          |
| Boliwia  | bramkarz  | ?                      |
| Boliwia  | obrońca   | Hugo Rojas             |
| Kolumbia | obrońca   | Diomedes Pena          |
| Boliwia  | obrońca   | Juan Carlos Paz Garcia |
| Boliwia  | obrońca   | Jorge Zapata           |
| Boliwia  | obrońca   | Hugo Vildozo           |
| Boliwia  | obrońca   | Romulo Alaca           |
| Boliwia  | obrońca   | Rosauro Rivero         |
| Boliwia  | pomocnik  | Aldo Gutierrez         |
| Peru     | pomocnik  | Adolfo Carrasco        |
| Boliwia  | pomocnik  | Didi Torrico           |
| Boliwia  | pomocnik  | Jenry Alaca Maconde    |
| Kolumbia | pomocnik  | Mauricio Pinilla       |
| Boliwia  | pomocnik  | Helmuth Gutierrez      |
| Kolumbia | napastnik | Dayson de Jesus Guale  |
| Boliwia  | napastnik | Ricardo Moreno         |
| Boliwia  | napastnik | Martín Menacho         |
| Boliwia  | napastnik | Augusto Andaveris      |